# Roger Mancienne
Roger Mancienne (ur. 12 grudnia 1947 na Mahé) – seszelski polityk, przewodniczący Zgromadzenia Narodowego Seszeli.     

## Wykształcenie i kariera zawodowa
Uczęszczał do szkoły podstawowej Grand Anse Mahe. Po uzyskaniu stypendium uczęszczał do Seychelles College. W 1966 roku ukończył studia na Uniwersytecie Cambridge. W 1971 uzyskał tytuł Bachelor of Arts w Coe College w Cedar Rapids w stanie Iowa w USA, ukończył także studia podyplomowe z zakresu lingwistyki w Moray House College w Edynburgu.
W 1971 roku rozpoczął pracę w Ministerstwie Edukacji Seszeli jako nauczyciel języka angielskiego, a od 1976 do 1979 roku pracował jako urzędnik ds. rozwoju programu nauczania. W tym okresie zaangażował się także w Związek Nauczycieli Seszeli (ang. Seychelles Teachers Union), którego przez 2 lata był przewodniczącym. Działał także w Związku Urzędników Służby Cywilnej Seszeli (ang. Seychelles Civil Servants’ Union).

## Kariera polityczna
W 1979 roku został zatrzymany za sprzeciw wobec zamachu stanu i wynikającego z niego reżimu jednopartyjnego. Od tego czasu rozpoczął działalność opozycyjną. W 1991 roku został członkiem założycielem partii politycznej Parti Seselwa – pierwszej formalnej organizacji opozycyjnej na Seszelach, która to następnie przekształciła się w Partię Narodową Seszeli. Założył także opozycyjną gazetę Regar. W wyborach parlamentarnych w 1993 roku kandydował do Zgromadzenia Narodowego.
W wyborach prezydenckich w 2015 roku był kandydatem Partii Narodowej Seszeli na urząd wiceprezydenta, partia jednak nie wygrała wyborów. W wyborach parlamentarnych w 2016 roku przewodniczył koalicji Demokratycznego Sojuszu Seszeli, złożonego z czterech opozycyjnych partii. 28 października 2020 roku został zaprzysiężony na stanowisku przewodniczącego Zgromadzenia Narodowego Seszeli.